# エドワード・スタッフォード (第3代バッキンガム公爵)
第3代バッキンガム公エドワード・スタッフォード（Edward Stafford, 3rd Duke of Buckingham, KG, 1478年2月3日 - 1521年5月17日）は、テューダー朝期イングランドの貴族。父は第2代バッキンガム公ヘンリー・スタッフォード。母キャサリン・ウッドヴィルがイングランド王エドワード4世妃エリザベス・ウッドヴィルの妹であるため、イングランド王ヘンリー7世妃エリザベスは従姉に当たる。

## 生涯
父はリチャード3世に反乱を起こして処刑、バッキンガム公爵位が廃位されたため、幼いエドワードは公爵位を継げなかった。しかし1485年、リッチモンド伯ヘンリー・テューダーがリチャード3世を討ち取ってヘンリー7世に即位、テューダー朝を開くとエドワードをバッキンガム公に叙爵した（新設の公爵位という形）。
幼少期から王家の後見を受けて育ち、ヘンリー7世の母マーガレット・ボーフォートに庇護され成長した。バッキンガムシャーとグロスタシャーなどウェールズ国境地帯に広がる領土と、ロンドン、カレーなどに点在する屋敷を抱える大貴族で、サフォーク伯エドムンド・ド・ラ・ポールを差し置いて華美な衣装と洒落者ぶりが周囲の注目を集めた。若年ながらヘンリー7世の様々な儀式を取り仕切り、1495年にガーター勲章を叙勲された。1501年にアーサー王太子の妻としてキャサリン・オブ・アラゴンがイングランドへ嫁いだ時、黒と赤の華麗な衣装を身に着けた500人の私兵（扈従）を率いて出迎え、優美な振る舞いでキャサリンを魅了して友情を結んだ。ロンドンまで花嫁に同行、結婚式で開催された馬上槍試合でも活躍して一等を獲得、王から宝石を与えられた。
しかし、実際はこうした栄誉と裏腹に王から財政を圧迫されていた。バッキンガム公は高潔だが短気な性格で、王族のグロスター公トマス・オブ・ウッドストック（エドワード3世の末子）の子孫だったため王位継承権があり、テューダー朝断絶後のイングランド王候補と目されていた。そうしたバッキンガム公を警戒していた王から盛んに言い掛かりをつけられ（書類不備、母のベッドフォード公爵ジャスパー・テューダーとの再婚など）、その度に罰金を取られることに恨みを抱き、扈従団の拡充を図り私軍の編成を企てた。同じく王家に養育されたノーサンバランド伯ヘンリー・パーシーの妹エレノアと結婚した時も妻の持参金を王に取り上げられ、1502年のアーサーの葬儀にも呼ばれなかった。
ヘンリー7世の晩年に台頭した側近トマス・ラヴェルから更に罰金を徴収され、厳重な監視下に置かれた環境に不満を募らせる中、1509年にヘンリー7世が死去、即位した次男のヘンリー8世（アーサーの弟）から大司馬に任命されたが、戴冠式前日（6月23日）の1日限りという条件付きで、ますます王家への怒りを高めた。それでも同年に王冠の戴冠役（大家令）を務めた。
ところが、1510年にスキャンダルが元でヘンリー8世と対立した。2人の妹エリザベスとアンは共にキャサリンの女官だが、アンにヘンリー8世が懸想、側近ウィリアム・コンプトンを当て馬にして機会をうかがっているという噂が流れると王に抗議、激怒した王は噂をバッキンガム公へ伝えたエリザベスを解任した。弟のヘンリーもヘンリー8世即位前に投獄されていて、背後には王の側近集団による貴族排斥工作が疑われている。一方、1513年のカンブレー同盟戦争でヘンリー8世のフランス遠征に従軍、1520年の金襴の陣にも同行した。
1521年、ヘンリー8世の側近トマス・ウルジーが王へバッキンガム公謀反の急報を伝え、受け取った王により逮捕され、ロンドン塔へ投獄された。さしたる証拠もないまま裁判にかけられ、5月17日に首吊り・内臓抉り・四つ裂きの刑の所を変更、タワー・ヒルにて斬首刑で処刑された。王がバッキンガム公を処刑した理由はキャサリンとの間に男児が無く、王位継承問題で猜疑心を募らせていた王が王位継承権があるバッキンガム公を危険視していたことが大きかった。かたやバッキンガム公はウルジーら卑賎の出の廷臣を見下していたが、王位に興味が無かったという。裁判はバッキンガム公の娘エリザベスと結婚していたサリー伯爵トマス・ハワードの父であるノーフォーク公トマス・ハワードが担当したが、姻戚関係があったにもかかわらず有罪を宣告、バッキンガム公の処刑後は遺領を一部拝領した（1522年にトマス・モアも遺領であるケントの荘園を拝領した）。
バッキンガム公爵位は消滅、大司馬も王権に統合された。子のヘンリーは相続権を奪われ、1547年にスタッフォード男爵に叙爵されたが、公爵位を取り戻せなかった。バッキンガム公爵位が復活するのはジェームズ1世が寵臣のジョージ・ヴィリアーズを叙爵した1623年である。

## 子女
1490年、第4代ノーサンバランド伯ヘンリー・パーシーの娘エレノアと結婚、4人の子を儲けた。
1. メアリー（1494年 - ?） - 第5代アバガヴェニー男爵ジョージ・ネヴィル（英語版）と結婚。
2. エリザベス（英語版）（1497年 - 1558年） - 第3代ノーフォーク公トマス・ハワードと結婚。
3. キャサリン（1499年 - 1555年） - 第4代ウェストモーランド伯ラルフ・ネヴィル（英語版）と結婚。
4. ヘンリー（英語版）（1501年 - 1563年） - スタッフォード男爵